# Joãozinho (ave)
Se procura pelo futebolista veja João Soares de Almeida Neto
Forneiro-pequeno ou joãozinho (Furnarius minor) é uma espécie de ave da família Furnariidae.
Pode ser encontrada nos seguintes países: Brasil, Colômbia, Equador e Peru.
Os seus habitats naturais são: matagal húmido tropical ou subtropical.